# Eastonite
La eastonite è un minerale appartenente al gruppo delle miche.

## Etimologia
Prende il nome dalla cittadina statunitense di Easton, in Pennsylvania, dove è stata scoperta.